# Evelin Samuel
Evelin Samuel (Tallinn, 13 maggio 1975) è una cantante estone.
Ha rappresentato l'Estonia all'Eurovision Song Contest 1999 svoltosi a Gerusalemme cantando il brano Diamond of Night insieme a Camille Camille.